# Demografía de Tuvalu

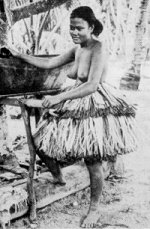
Mujer de Tuvalu en 1894

La población de Tuvalu es principalmente étnicamente polinesia; cerca de un 4 % de la población es micronesia. Cerca del 97 % de los tuvaluanos son miembros de la Iglesia de Tuvalu, una Iglesia cristiana protestante. La religión se ha mezclado con algunos elementos de las religiones indígenas. Otras religiones practicadas en las islas incluyen los adventistas del séptimo día (1,4 %) y bahá'í (1 %) [14]. 
El tuvaluano es hablado por casi todo el mundo, mientras que un idioma muy similar al gilbertés se habla en Nui. El inglés es también una lengua oficial, pero no se habla de uso diario.
- Datos: Q3044350